# フロレンティーノ・アメギノ

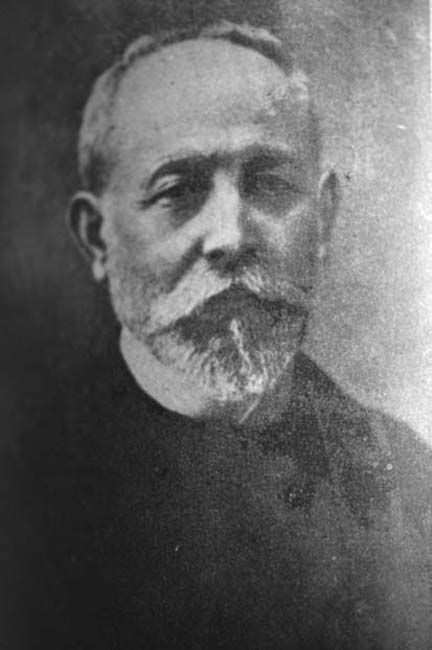
フロレンティーノ・アメギノ

フロレンティーノ・アメギノ（Florentino Ameghino、1853年9月19日 - 1911年8月6日）はアルゼンチンの博物学者、古生物学者、人類学者、動物学者である。
イタリア系移民（イタリア系アルゼンチン人）の息子としてブエノスアイレス州ルハン（Luján）に生まれる（彼自身がイタリア生まれだとする資料もある）。アメギノは独学の博物学者であり、パンパ南部の研究を専門とした。彼の化石のコレクションは当時としては世界で最大級のものであり、地質学・古生物学上の数多くの知見を彼にもたらした。アメギノはまたパンパにおける先史時代人実在の可能性を追求し、人類の起源を南アメリカ大陸だとする学説を立てた（が反論は多い）。
アメギノはコルドバ国立大学の動物学の教授、ラプラタ博物館の副館長、ブエノスアイレスにある国立博物館の館長となった。
彼は糖尿病によって、ブエノスアイレスで死去した。彼の名誉を称えて、月面の豊かの海にあるクレーターの一つにアメギノ・クレーターの名が付けられている。またブエノスアイレス州の北西部にはフローレンティノ・アメギノ・パルティードがあり、その中心街はアメギノと名づけられている。

## 訳注
1. ↑  Boscaini, Alberto; Gavensky, Marina Peralta; Iuliis, Gerardo De; Vizcaíno, Sergio Fabián. “THE ORIGIN OF “EL HOMBRE EN EL PLATA”: ON THE BIRTHDATE AND BIRTHPLACE OF FLORENTINO AMEGHINO (1853-1911)” (英語). Publicación Electrónica de la Asociación Paleontológica Argentina 21 (1):  28–43. doi:10.5710//PEAPA.23.04.2021.343. ISSN 2469-0228.
2. ↑  パルティード（Partido）とは、アルゼンチンの行政区画単位。

## 参考資料
- Garate, Justo (1970). "Ameghino, Florentino". Dictionary of Scientific Biography 1. New York: Charles Scribner's Sons. 129-132. ISBN 0684101149.
- Shampo, M A; Kyle R A (Sep 1987). "Argentinian paleontologist contributes to the understanding of humans and the environment". Mayo Clin. Proc. 62 (9): 855. PMID 3306184.